# Strandnellike
Strandnellike (Dianthus superbus), ofte skrevet strand-nellike, er en 20-50 cm høj urt, der i Danmark vokser på overdrev og skrænter nær kysten.

## Beskrivelse
Strandnellike er en flerårig, urteagtig plante med en nedliggende til opstigende, busket vækst.
Dens stængler er runde i tværsnit og hårløse, men dækket af en blålig dug. Bladene er modsat stillede, siddende og linjeformede til lancetformede med hel rand. Begge bladsider er glatte og blågrå.
Blomstringen foregår i perioden fra juli til september, hvor man finder blomsterne endestillet enkeltvis, eller få sammen i kvaste. De enkelte blomster er 5-tallige og regelmæssige med dybt fligede, rosa eller lysviolette kronblade. Frugterne er kapsler med mange frø.
Plantens rodsystem består af vandret krybende jordstængler med talrige, trævlede rødder. Den opnår en størrelse på ca. 25 cm i højden og 35 cm i bredden, og den kan nå denne størrelse i løbet af et enkelt år.

## Udbredelse
Strandnelliken er udbredt i Sibirien, Central- og Østasien, samt det meste af Europa. Den er knyttet til lysåbne til halvskyggede, varme voksesteder med en fugtig og kalkrig, men næringsfattig jordbund.
I Toruń-dalen,som ligger i Pommeren, Polen, består landskabet af gamle indlandsklitter af typen ”grå klit”. Her findes lysåbne vegetationer, hvor arten vokser sammen med bl.a. almindelig engelsød, almindelig tørst, Cladonia arbuscula, Cladonia ciliata og Cladonia portentosa (arter af lavslægten Cladonia), Dicranum scoparium, Pleurozium schreberi og Polytrichum commune (arter af mos), dværgkirsebær, hedemelbærris, hulkravet kodriver, kranslilje, lav bakketidsel, liljekonval, nikkende kobjælde, sandnellike, sandstar, Scorzonera purpurea (en art af skorzoner), sibirisk kobjælde, stinkende sølvlys, Stipa joannis (en art af fjergræs) og virgilasters

## Note
1. ↑  Wanda Gugnacka-Fiedor og Edyta Adamska: The preservation state of the flora and vegetation of the artillery range near the city of Toruń (Webside ikke længere tilgængelig) grundig undersøgelse af stedets flora, på (engelsk)

| Portal | Portal:Botanik |